# Eolia
Eolia és una població dels Estats Units a l'estat de Missouri. Segons el cens del 2000 tenia 435 habitants.

## Demografia
Segons el cens del 2000, Eolia tenia 435 habitants, 181 habitatges, i 121 famílies. La densitat de població era de 136,5 habitants per km².
Dels 181 habitatges en un 30,4% hi vivien nens de menys de 18 anys, en un 54,7% hi vivien parelles casades, en un 8,8% dones solteres, i en un 33,1% no eren unitats familiars. En el 27,1% dels habitatges hi vivien persones soles el 14,9% de les quals corresponia a persones de 65 anys o més que vivien soles. El nombre mitjà de persones vivint en cada habitatge era de 2,4 i el nombre mitjà de persones que vivien en cada família era de 2,92.
Per edats la població es repartia de la següent manera: un 26% tenia menys de 18 anys, un 9,4% entre 18 i 24, un 23,4% entre 25 i 44, un 24,8% de 45 a 60 i un 16,3% 65 anys o més.
L'edat mediana era de 38 anys. Per cada 100 dones de 18 o més anys hi havia 80,9 homes.
La renda mediana per habitatge era de 35.104 $ i la renda mediana per família de 40.833 $. Els homes tenien una renda mediana de 31.484 $ mentre que les dones 20.461 $. La renda per capita de la població era de 14.445 $. Entorn del 14,8% de les famílies i el 17,8% de la població estaven per davall del llindar de pobresa.

## Poblacions més properes
El següent diagrama mostra les poblacions més properes.